# Бельведер (Приморские Альпы)
Бельведе́р (фр. Belvédère) — коммуна на юго-востоке Франции в регионе Прованс — Альпы — Лазурный берег, департамент Приморские Альпы, округ Ницца, кантон Туррет-Леванс. До марта 2015 года коммуна административно входила в состав упразднённого кантона Рокбийер (округ Ницца).
Площадь коммуны — 75,41 км², население — 683 человека (2006) с тенденцией к стабилизации: 640 человек (2012), плотность населения — 8,48693807187376 чел/км².

## Население
Население коммуны в 2011 году составляло — 640 человек, а в 2012 году — 640 человек.
| 1962 | 1968 | 1975 | 1982 | 1990 | 1999 | 2006 | 2011 | 2012 |
| ---- | ---- | ---- | ---- | ---- | ---- | ---- | ---- | ---- |
| 631  | 501  | 430  | 536  | 519  | 495  | 683  | 640  | 640  |

Динамика численности населения:

## Экономика
В 2010 году из 355 человек трудоспособного возраста (от 15 до 64 лет) 246 были экономически активными, 109 — неактивными (показатель активности 69,3 %, в 1999 году — 60,9 %). Из 246 активных трудоспособных жителей работали 228 человек (120 мужчин и 108 женщин), 18 числились безработными (12 мужчин и 6 женщин). Среди 109 трудоспособных неактивных граждан 23 были учениками либо студентами, 53 — пенсионерами, а ещё 33 — были неактивны в силу других причин.
На протяжении 2010 года в коммуне числилось 356 облагаемых налогом домохозяйств, в которых проживало 669,0 человек. При этом медиана доходов составила 15 тысяч 558 евро на одного налогоплательщика.

## Фотогалерея

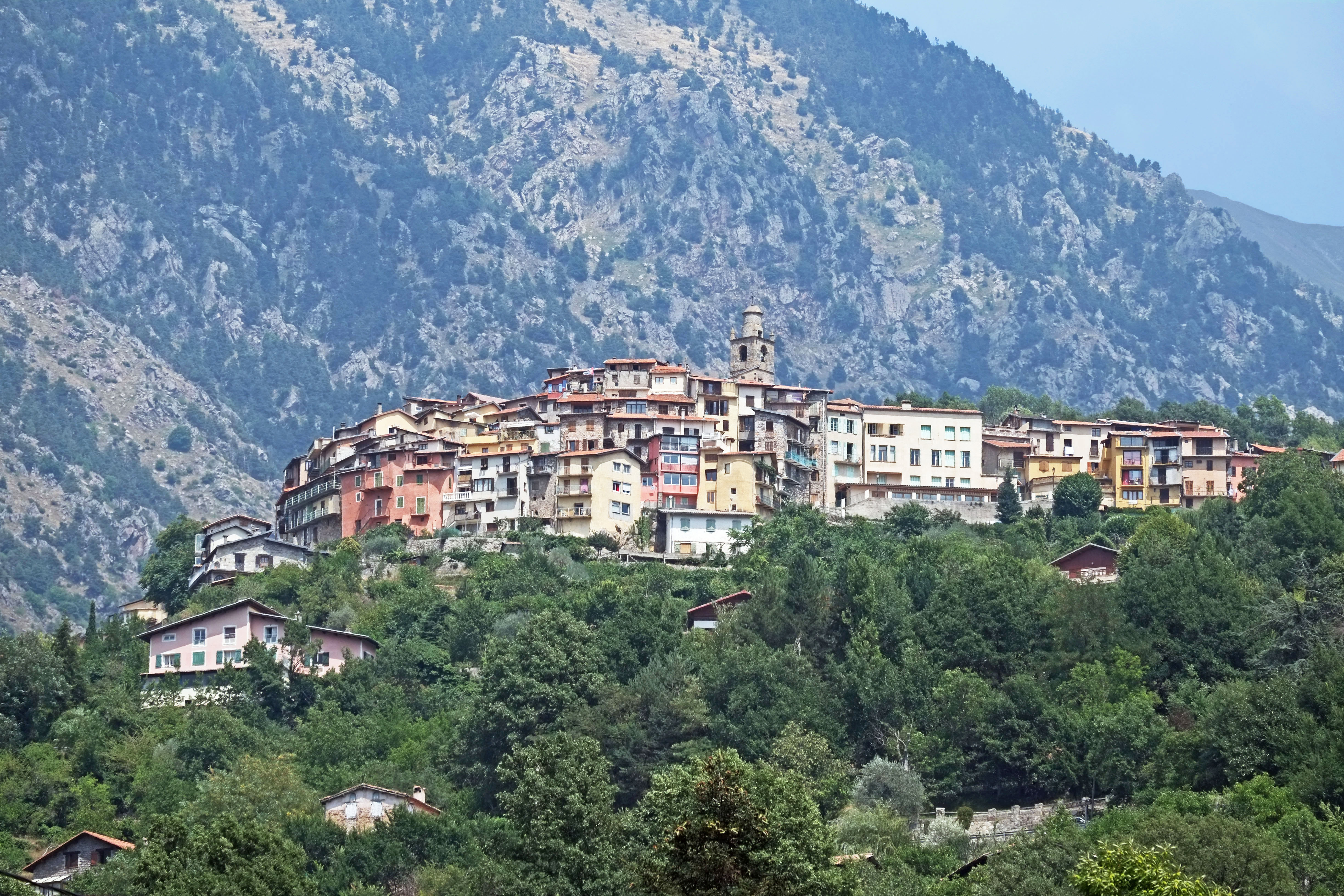
Вид на коммуну
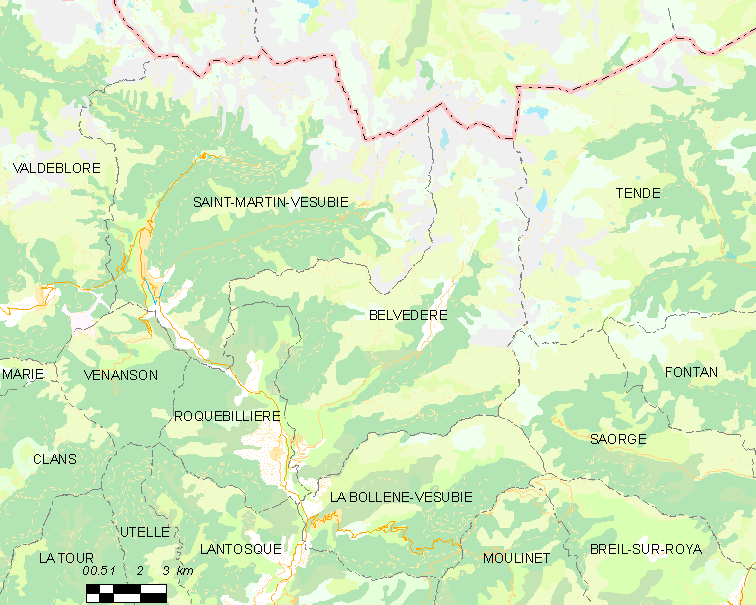
На карте